# Rainer Decker
Rainer Decker (* 1949) ist ein deutscher Historiker mit dem Schwerpunkt Inquisition und Hexenverfolgung.
Er wurde 1976 an der Ruhr-Universität Bochum zum Thema Untersuchungen zur Zusammensetzung der Oberschicht in Paderborn von den Anfängen bis ins beginnende 17. Jahrhundert promoviert. Er hat insbesondere zum Thema Hexenprozesse in Deutschland und Italien geforscht und war als wissenschaftlicher Berater an verschiedenen einschlägigen Fernsehprojekten beteiligt. Daneben befasste er sich mit spätmittelalterlichen Adelsgeschlechtern und Burgen im Paderborner Land.
Decker unterrichtete am Goerdeler-Gymnasium Paderborn und war Fachleiter für Geschichte am Studienseminar für Lehrämter in Paderborn.
Im Jahr 2008 wurde Decker zum ordentlichen Mitglied der Historischen Kommission für Westfalen gewählt.

## Werke (Auswahl)
- Die Hexenverfolgungen im Hochstift Paderborn. In: Westfälische Zeitschrift 128 (1978), S. 315–356 (online).
- Dr. Johann Laurantz aus Sandebeck. Ein Mitarbeiter Friedrich Spees im Kampf gegen den Hexenwahn? In: Jahresbericht 1980 Heimatverein Steinheim, S. 8–9.
- Die Hexenverfolgungen im Herzogtum Westfalen. In: Westfälische Zeitschrift 131/132 (1981/1982), S. 339–386 (online).
- Der soziale Hintergrund der Hexenverfolgung im Gericht Oberkirchen 1630. In: Hexen. Gerichtsbarkeit im kurkölnischen Sauerland. Schmallenberg 1984, S. 91–118.
- Ein Hexenverfolger und Heiligenverehrer. Der Arnsberger Hexenrichter Dr. Heinrich von Schultheiß und sein Hausaltar. In: Patrone und Heilige im kurkölnischen Sauerland (Redaktion: Michael Senger). Schmallenberg 1993 S. 209–212 (Veröffentlichungen des Westfälischen Schieferbergbau- und Heimatmuseums Holthausen 14).
- Teuflische Besessenheit und Hexenverfolgung. Paderborn, Rietberg und Reckenberg 1657-1660. In: Hexenverfolgung und Regionalgeschichte. Die Grafschaft Lippe im Vergleich. Hrsg. von Gisela Wilbertz und anderen. Bielefeld 1994, S. 297–310 (online).
- Die Hexen und ihre Henker. Ein Fallbericht. Freiburg/Breisgau: Herder 1994. ISBN 3-451-23148-X
- Der Arnsberger Hexen-Richter Dr. Heinrich v. Schultheiß (ca. 1580-1646). In: Heimatblätter. Zeitschrift des Arnsberger Heimatbundes 16 (1995), S. 22–35.
- Die große Hexenverfolgung im Sauerland während des Dreißigjährigen Krieges. In: Der Dreißigjährige Krieg im Herzogtum Westfalen. Balve 1998, S. 65–68.
- Hexen, Mönche und ein Bischof. Das Kloster Dalheim und das Problem des Hexensabbats um 1600. In: Westfälische Zeitschrift 150 (2000) S. 235–245 (online).
- Die Päpste und die Hexen. Aus den geheimen Akten der Inquisition. Darmstadt: Primus Verlag 2003 ISBN 9783896782359. 2. überarbeitete Auflage 2013 ISBN 978-3-86312-052-8
- Hexen. Magie Mythen und die Wahrheit. Darmstadt: Primus Verlag 2004 ISBN  978-3896782472. Begleitbuch zu der gleichnamigen Fernsehdokumentation (ARD).
- Hexenjagd in Deutschland. Darmstadt: Primus Verlag 2006 ISBN 978-3-89678-320-2. Auch als gekürztes Hörbuch 2008.
- Raubritter im Paderborner und Corveyer Land. Paderborn 2006 ISBN 978-3981055610